# Zgodovina železnice v Sloveniji
Zgodovina železnice v Sloveniji se začenja 2. junija 1846, ko je bila uradno odprta železniška proga Gradec—Celje. Na poskusni vožnji je sicer prvi vlak zapeljal na slovenska tla 1. novembra 1845, ko je v Pesnico pri Mariboru Carl Ghega pripeljal iz Gradca lokomotivo Weixelburg (Višnja Gora) s tenderjem in potniškim vagonom vse do gradbišča železniškega viadukta.

## Južna železnica Dunaj—Trst (1841-1857)
Glej glavni članek Južna železnica.
Po odprtju južne železnice so postopoma odpirali nove proge po slovenskem ozemlju, ki je kmalu postalo zelo razvejano.

## Proga Pragersko—Čakovec (1860)
Progo Pragersko—Čakovec so pričeli graditi 17. decembra 1857 kot del navezave Budimpešte na obstoječo železnico Dunaj—Trst. S prevzemom »Cesarja Ferdinanda Orientalne železnice« je progo vključila v svoje omrežje družba južne državne železnice in jo dogradila. Prvo preizkusno vožnjo so opravili 29. oktobra 1859, naslednji, uradni preizkus pa je bil 8. marca 1860 od Ptuja do Velike Kaniže (Nagykanizsa) in nazaj do Pragerskega, čemur je 24. marca sledila uradna otvoritev odseka Pragersko—Čakovec—Kotoriba—Velika Kaniža. Proga je že v naslednjem letu mimo Blatnega jezera dosegla Budimpešto, in 1. aprila 1861 zaznamuje začetek redne linije med Pragerskim in Budimpešto.

## Proga Zidani most—Zagreb (1862)
»Hrvaško železnico« od Zidanega mosta do Zagreba in nadalje do Siska v skupni dolžini 126,5 km so začeli graditi leta 1855 . Od prvotnih koncesionaghgg gradnjo prevzela družba Južne železnice in jo dogradila 1. oktobra 1862, sprva kot enotirno progo. Drugi tir je bil dograjen leta 1944, v letu 1967 je bila elektrificiran odsek Ljubljana—Zidani most, leta 1969 pa še odsek Zidani most—Dobova.

## Koroška proga Maribor—Celovec (1863)
Koroška proga ali dravska proga poteka od postaje Maribor-Studenci do Celovca, zgrajena med letoma 1857 in 1863.
V privatizaciji avstrijskih železnic leta 1858 je železnico Dunaj—Trst obenem z železnicami v Lombardiji, Benečiji in osrednji Italiji prevzela 23. septembra 1858 ustanovljena družba »k.k. priv. Südliche Staats-, Lombardisch-Venezianische und Central-Italienische Eisenbahngesellschaft«, ki se je nasilno širila, v prvi vrsti s prevzemom zasebnih železnic, ki so bile šele v stopnji gradnje ali zgolj načrtovane, in so zašle v gmotne težave ter bile zato lahek plen prevzemnika.
Tako je ta družba prevzela tudi že začeto progo Maribor—Celovec, ki so jo začeli graditi 18. julija 1857. Prvo etapo od Maribora do Vuzenice so predali v promet 13. novembra 1862. Do 31. maja 1863 so zgradili 126,5 km proge do Celovca, v naslednjem letu, do 30. maja 1864, pa še dodatnih 38,6 km do Beljaka. Družba je načrtovala povezavo skozi Pustriško dolino (Pustertal) na Tirolsko, kjer je že bila prevzela in leta 1858 dokončala Severnotirolsko železnico od Kufsteina do Innsbrucka, leta 1859 pa Južnotirolsko železnico od Bolzana do mejnega prehoda Ala v dolini Adiže. Povezavo med Innsbruckom in Bolzanom je preko Fortezze (Franzensfeste) dogradila leta 1867, zvezo med Fortezzo in Beljakom pa leta 1871.
Vmes se je bila družba prisiljena preurediti, saj je Avstrija leta 1859 po porazu v vojni morala odstopiti Lombardijo Piemontu. Družba sprva ustanovila dve ločeni upravi, ki sta upravljali dela železniškega omrežja v sovražnih si državah, le skupne zadeve pa je obravnavala »Združena južnoavstrijska, lombardijska in centralno-italijanska železniška družba« (Vereinigte Südosterreichische, Lombardische und Central-Italienische Eisenbahngesellschaft), leta 1862 pa je bila družba preoblikovana v dve povsem ločeni družbi. Del omrežja od Dunaja do meje z Lombardijo je prevzela »Cesarsko-kraljeva priviligerana družba južne železnice« (K.k. priv. Südbahn-Gesellschaft), ki je obstajala do leta 1924.

## Gorenjska proga Ljubljana—Trbiž (1870)
Kljub temu, da gorenjska proga ni bila uvrščena ne v prvi (1854), ne v drugi (1863) vladni program izgradnje prog, je dozorevalo prepričanje, da bo Gorenjska, dotlej najbolj industrializiran predel Slovenije, brez železniške povezave nazadovala. Predvsem po zaslugi zavzemanja poslanca dr. Lovra Tomana so poslanci deželnega podprli predlog izgradnje gorenjske železnice. Z ministrskim odlokom 27. junija 1867 je odbor dobil začasno odobritev, 9. julija 1868 pa je bil v zboru sprejet zakon o pogojih in ugodnostih za železniško podjetje Ljubljana—Trbiž s priključkom na omrežje Rudolfove železnice. Ker je imela družba Južne železnice po privilegiju pravico prednosti za graditev te proge, je bilo s pripravami na gradnjo moč začeti šele, ko družba Južne železnice ni v predpisanem roku izkazala zanimanja za gradnjo. Na licitacijo za izvajalca so prispele tri prijave: Ljubljanski konzorcij, Stavbno podjetje G. Pongratz ter družba Rudolfove železnice. V trdem boju je z najugodnejšo ceno zmagala slednja, s čimer je propadel prvi slovenski poskus, da bi z doseženo koncesijo mogli sami financirati in zgraditi železniško progo.
Graditi so začeli spomladi 1869. Progo so dogradili v dveh letih in jo 14.decembra 1870 odprli za javni promet. Gorenjska proga je dolga 102 km. Trasa proge je kompromis, ki od gorenjskega kolodvora poteka po desnem bregu Save do Medvod, napravi ovinek proti Škofji Loki, nato se s Sorškega polja spusti 22 m v dolino Save, kjer je na prodišču zgrajena železniška postaja Kranj. Od Kranja nadaljuje proga po desnem bregu Save, jo pri Otočah prečka ter se pod Radovljico vzpne skozi Lesce proti Jesenicam. Odtod poteka po dolini Save Dolinke do postaje Planica, kjer doseže najvišjo točko 853 m, zatem pa se spusti 120 m do Trbiža. Proga ima predora pri Radovljici in Žirovnici.
Z izgradnjo povezave med Trbižem in Beljakom leta 1873 je gorenjska proga postala del omrežja Rudolfove železnice, ki je na Gornjeavstrijskem segalo do Donave. Na gorenjsko progo so leta 1891 priključili kamniško progo, leta 1893 dolenjsko progo, leta 1906 bohinjsko progo in leta 1908 še tržiško progo. Družba Rudolfove železnice je kmalu po izgradnji gorenjske železnice zašla v finančne težave, iz katerih jo je skladno s spremenjeno politiko do izgradnje železnic rešila država, ki jo je leta 1880 prevzela.
Čeprav segajo zamisli o drugem tiru v čas takoj po prvi svetovni vojni, je proga ostala enotirna, v letih 1963 in 1964 pa je bila elektrificirana. Promet na odseku od Planice do državne meje z Italijo je bil ukinjen leta 1956, 1. aprila 1966 pa je bil ukinjen tudi promet na odseku Jesenice-Planica, proga pa razdrta. Na delu trase so kasneje uredili kolesarsko pot.

## Proga Pivka—Reka (1873)
Družba južne železnice se je v koncesijski listini iz leta 1858 zavezala k izgradnji proge do Reke, če država krije tretjino gradbenih stroškov za spodnji in zgornji ustroj proge. S porazom v avstrijsko-pruski vojni leta 1866 in izgubo ozemelj v severni Italiji je naraslo zanimanje avstrijske vlade, da bi poleg Trsta prometno povezali še kakšno pristanišče na Jadranu. Uvedba dualizma in preoblikovanje v Avstro-Ogrsko leto pozneje, ko je ogrska stran predstavila svoj prometno-politični program, je stvar še pospešila. S sporazumom leta 1869 se je Družba južne železnice v zameno za ugodno posojilo obvezala, da 1. julija 1872 obenem s povezavo odrezanega odseka tirolskih železnic med Bolzanom in Kufsteinom s koroškimi železnicami izgradi tudi železniško povezavo z Reko. Ker je bilo v interesu Družbe južne železnice ohranitev monopolnega položaja tržaškega pristanišča, z gradnjo proge proti Reki ni hitela in je bila končana dve leti za koroško-tirolsko povezavo. Šele napredovanje proge z ogrske strani proti Reki je družbo naposled primoralo, da je progo dokončala. Za promet je bila odprta 25. junija 1873, vsega štiri mesece pred progo Karlovec-Reka, odprto 23. oktobra istega leta.
Proga med Pivko (tedaj Sv. Peter) in Reko je dolga 54,4 km in poteka prek kraškega terena s številnimi useki in nasipi, od katerih je najvišji visok 52 m. Na progi so trije predori, najdaljši med njimi je dolg 624 m.
Proga med Pivko in Reko je bila obenem z odsekom med Sežano in Postojno leta 1938, v času, ko sta bili progi pod italijansko upravo, elektrificirana po sistemu enosmernega toka z napetostjo 3000 V. Za oskrbo z električno energijo je bila na Soči zgrajena hidroelektrarna Doblar ter daljnovodi do Opčin, Pivke in Matuljev nad Reko, kjer so oskrbne postaje.

## Istrska proga Divača—Pulj (1876)
Z izgubo ozemelj v severni Italiji se je geostrateški položaj za Avstrijo precej spremenil in pokazala se je potreba po pomorski vojni bazi. Puljski zaliv na koncu istrskega polotoka je imel naravne danosti za takšno oporišče, težava pa je bila v tem, da je bil Pulj 140 km oddaljen od železnice Dunaj-Trst in praktično dostopen le po morju, kar je predstavljalo velike težave pri dovozu potrebnega materiala. Čeprav segajo prve pobude za železniško povezavo Pulja z zaledjem že v leto 1863, pa je vlada šele marca 1873 sprejela zakon o državnem poroštvu za gradnjo istrske železnice. Zaradi borznega zloma maja istega leta za dela ni bilo zanimanja s strani zasebnega kapitala, in država se je gradnje lotila v lastni režiji. 17. decembra 1873 se je v Pazinu začela gradnja »Istrske državne železnice« (Istrianer Staatsbahn, IStB). 172,3 km proge so zgradili v nepolnih treh letih in so jo odprli 20. septembra 1876. Progo je do leta 1884, ko so jo vključili v sistem Cesarsko-kraljevih državnih železnic, upravljala Družba južne železnice.
Proga ima značilnosti gorske proge, saj se od morske obale dvakrat povzpne na višino 530 metrov nad morjem; najvišjo točko (539 m) doseže na razvodnici pri Rodiku, pred Pazinom pa ima kilometer dolg predor. Prvotno zgrajena proga je imela dva kraka: pri Kanfanarju se je odcepil krak proti Rovinju. Skoraj 30 km dolga lokalna proga je bila ukinjena in demontirana leta 1966. 
Po drugi strani pa je bil po drugi vojni dograjen 54 km dolg krak od Lupoglava do premogovnika Raša. Izkoriščanje premogovnika je bilo težavno, saj so premog najprej vozili po 7 km dolgi ozkotirni progi od premogovnika do separacije v Štalijah v raškem zalivu, ga tam naložili na ladje in ga na Reki spet preložili na železnico. Povezava premogovnika z normalnotirno železniško povezavo je transport znatno poenostavila. Pripravljalna dela so se začela junija 1948, proga pa je bila odprta za tovorni promet 30. decembra 1951, 29. novembra 1959 pa še za potniški promet, a je bil ta hitro tudi ukinjen, proga pa je po zaprtju raškega rudnika v 1960. dobila ponoven zagon v 1980. letih z oživitvijo pristaniške dejavnosti ob ustju reke Raše. Proga je v zadnjih letih pred zaprtjem doživljala zelo redek promet, potniškega izjemoma ob organiziranih italijanskih železniških izletih, hitrost pa je bila omejena na 30 km/h. Dokončno je bila zaprta za promet po podoru nasipa decembra 2009. Sočasno z gradnjo te proge so bila začeta tudi dela za preboj predora pod Učko, ki bi istrske proge povezal z Reko, a so bila dela po nekaj izkopanih metrih predora na obeh straneh opuščena.
Razpad Socialistična federativna republika Jugoslavija leta 1991 je odrezal istrsko železnico od preostalega železniškega omrežja Hrvaške, ki tako služi pretežno lokalnemu prometu, le en vlak dnevno (Buzet—Divača) pa s prestopanjem povezuje Pulj in Ljubljano, le v poletnem času je direkten. Istrske proge so bile v socialističnem času do slovenske in hrvaške osamosvojitve pod upravo Železniškega gospodarstva Ljubljana.

## Proga Trst—Hrpelje (1887)
Leta 1841 so Avstrijci zasnovali Südbahn, železniško povezavo z Benetkami, Trstom in Istro preko Ljubljane. Prvi del je že leta 1857 dosegel Benetke, medtem ko je bil drugi del, iz Divače do Pulja, dokončan šele leta 1876. Za uresničenje mreže je manjkala samo hitra povezava med Istro in Trstom, to je odcep pri Hrpeljah in kratka proga skozi dolino Glinščice do mesta. Na ta način se je pot do Pulja skrajšala kar za 38 km, kar je bilo zelo veliko, saj so predvidevali izreden železniški promet. Takrat so namreč računali, da bo po progi vozilo dnevno v vsako smer do 25 tovornih vlakov s po 25 vagoni. Gradnja te proge, samo 19.6 km dolge, pa ni bila tako enostavna, predvsem zaradi kraških tal, po katerih je potekala. Prav v predoru nad Botačem se je med deli odprlo brezno in vanj so strmoglavili trije delavci, katerih trupel ni bilo nikoli moč doseči.
Odsek je začel delovati leta 1887, a zaradi zgodovinskih dogodkov tega obdobja ni nikoli dosegel tistega pomena, ki so mu ga bili pripisovali pri načrtovanju. Namesto tovornega prometa se je na tej progi odvijal zelo živahen potniški promet med vzhodnim Krasom, Istro in Trstom. Predvsem so se vlaka posluževale kraške in istrske kmetice, ki so oskrbovale mesto z mlekom, perutnino, suhim mesom, zelenjavo in sadjem, pa tudi s kako steklenico »rakije« in »slivovca«. Po drugi svetovni vojni so nekaj časa vlaki vozili iz mesta do Drage (pod Kozino), ki je bila zadnja postaja pred mejo. Ob koncu leta 1958 je bila proga ukinjena in leta 1966 so bile tračnice odstranjene. Po trasi nekdanje železnice je sedaj urejena več kilometrov dolga delno makadamska delno asfaltirana kolesarsko-sprehajalna pot (začetek pri Kozini: 45°36′01″N 13°55′39″E / 45.600317°N 13.927445°E, zaključek v Trstu).

## Bohinjska proga Beljak—Trst (1906)
Glavni članek Bohinjska proga.

## Lokalne proge 1876—1914

### Proga Ljubljana—Kamnik (1891)
Zamisli o lokalni železnici do Kamnika segajo v 1880. leta. Najvažnejša industrija je bila državna smodnišnica ob Kamniški Bistrici, obenem pa je bila pomembna tudi trgovina z lesom, apnom in cementom. Graditev je pospešil sklep kranjskega deželnega zbora s 13. julija 1880, ki je obljubljal podporo gradnji proge. 14. aprila 1889 sta koncesijo za gradnjo dobila inž. Oskar Lazarini in industrialec Alojz Prašnikar, ki sta se zavezala ustanoviti delniško družbo in zgraditi progo v dveh letih. Obhodna komisija je na osnovi obhoda trase, opravljenega v prvi polovici oktobra 1889, 26. oktobra 1889 izdala gradbeno dovoljenje. Trasa proge je nezahtevna brez večjih usekov in nasipov; najzahtevnejši objekt je železniški most prek Save na Ježici. 23 km dolga proga je bila dograjena v roku in predana v promet 28. januarja 1891. Po dograditvi se je izkazalo, da dohodki ne dosegajo pričakovanj. Z zakonom, sprejetim 12. aprila 1893 je bilo progi podeljeno državno poroštvo, ki pa je bilo vezano na pogoj, da se državi priznajo dejanski obratovalni stroški namesto pavšalnih, obenem pa je bila država pooblaščena, da odkupi osnovne delnice po največ 50 % nominalne vrednosti. 13. decembra 1894 je bil sklenjen sporazum z delničarji, po katerem je država prevzela kamniško železnico v svojo last. Vlaki na tej progi so vozili le do gorenjskega kolodvora, saj z Družbo južne železnice ni bil sklenjen sporazum o souporabi glavnega kolodvora; praksa se je ohranila še desetletja. Zaradi zmanjšanega prometa je bil na progi leta 1968 ukinjen potniški promet, ki pa je bil desetletje pozneje, leta 1978, znova vpeljan.

### Proga Celje—Velenje (1891)
Prve zamisli o 75 km dolgi progi, ki bi povezovala Koroško in avstrijsko Štajersko preko Celja po najkrajši poti s Trstom, je že leta 1856 predlagal Mihael Vošnjak. Predlog so zavrnili, prizadevanja pa niso zamrla. Pri tem so se opirali na že znane zaloge lignita v Velenju, gozdove na Pohorju ter razvito kmetijstvo in obrt v Savinjski dolini. Prizadevanja so bila uspešna in leta 1871 je ravnateljstvo družbe Južne železnice pristalo na to, da bo preučilo teren med Celjem in Dravogradom. Gradnja se je kljub izdelanim načrtom odmaknila zaradi gospodarske krize v letu 1873. Leta 1874 so v Celju sestavili spomenico, ki je loklani progi Dravograd-Celje dala pomen povezovalne proge, ki bi povezovala Knittenfeldt, Dravograd, Celje, Rogatec in Zaprešič in bi predstavljala del glavne povezave Češke z Hrvaško. Ta povezava bi bila za 80km krajša od glavne povezave preko Dunaja. Prizadevanja za izgradnjo proge pa so vedno znova naletela na nasprotovanja, med drugim ji je nasprotovala družba Južne železnice saj bi ta proga predstavljala konkurenco njeni progi med Dravogradom, Mariborom in Celjem. Njene ugovore so preprečili tako, da so traso proge skrajšali na relacijo Celje-Velenje in ji tako dali pomen lokalne proge.
Traso so zakoličili od 27. februarja do 12. aprila 1891, uradni začetek gradnje pa je bil 24. aprila 1891. Proga v prvem delu poteka po nezahtevnem terenu, ki pa je prepredeno z manjšimi vodotoki, zato je bilo potrebno zgraditi večje število prepustov. Od Paške vasi proti Velenju pa je bila gradnja težja, saj proga sledi zaviti dolini reke Pake. Na tem delu je tudi 145 metrov dolgi predor Skorno.
Gradnja proge je bila tudi zaradi predhodno opravljenih pripravljalnih del hitro zaključena, uradno so jo odprli 27. decembra 1891, naslednji dan pa je po njej že stekel redni promet.
V drugi polovici šestdesetih let 20. stoletja so se pojavile zamisli o ukinitvi te proge, vendar se to zaradi nasprotovanja gospodarstva (Premogovnik Velenje, Gorenje) ni zgodilo.

### Proga Ljubljana—Kočevje (1893)
Prve zamisli o progi, ki bi povezovala Trbiž, Ljubljano in Karlovec segajo v leto 1864, ko je trgovinsko ministrstvo na Dunaju pripravilo novo akcijo gradnje prog. Več dejavnikov, med drugim gospodarska kriza leta 1873, sta gradnjo zavrla za več desetletij. Nov zagon je prizadevanjem za gradnjo proge dala vključitev Trboveljske premogokopne družbe, ki je bila od leta 1886 lastnica premogovnika v Kočevju. Tako je bil jeseni 1890 na Dunaju podpisan osnutek tristranskega sporazuma med Konzorcijem za izgradnjo dolenjskih prog, v katerem je igral pomembno vlogo knez Karel Auersperg, lastnik obsežnih gozdov na Kočevskem, Trboveljsko premogokopno družbo in Generalno direkcijo avstrijskih železnic, na osnovi katerega se je konzorcij konstituiral kot delniška družba. Spomladi 1892 je sledil podpis pogodbe. 
Glavni članek Železniška proga Grosuplje—Kočevje
Dela so se začela 22. maja 1892, 70,4 km dolga proga pa je bila dograjena v naslednjem letu. Prvi vlak je pripeljal iz Ljubljane v Kočevje 24. julija 1893, slavnostna otvoritev proge pa je bila 27. septembra istega leta. Dan pozneje je stekel redni promet. Proga ima na odseku Ljubljana—Grosuplje dva predora, najvišjo točko, 581 m, pa doseže pri Dvorski vasi med postajama Velike Lašče in Ortnek. Od samega začetka je odvoz, med katerim je prevladoval premog in les, močno prevladoval nad dovozom. Rekonstrukcija ceste Škofljica-Kočevje v 1960. letih je občutno zmanjšala promet na železnici, in tako je bil s 1. julijem 1968 na odseku Grosuplje-Kočevje uveden pogodbeni potniški in tovorni promet, pri katerem so prevoz sofinancirale občine, ležeče ob trasi proge. Leta 1970 je bil pogodbeni potniški promet ukinjen, dolga leta je večino prometa na progi predstavljal tovorni promet do skladišča državnih blagovnih rezerv pri Ortneku. Koncem 20. stoletja so se začela prizadevanja po ponovni uvedbi potniškega prometa na delu med Grosupljem in Kočevjem, vendar je bila za sodobni potniški promet v preslabem stanju. Zato so med letoma 2008 in 2020 opravili celovito obnovo tega dela proge skupaj z uvedbo sodobnega daljinskega vodenja prometa. Redni potniški promet do Kočevja je ponovno stekel 3. januarja 2021.

### Proga Grosuplje—Novo mesto (1894)
Dolenjska proga je bila načrtovana kot proga z dvema krakoma, ki se vejita v Grosuplju: prvi teče do Kočevja, drugi pa do Novega mesta. Kljub vsemu pa je izgradnja kraka do Kočevja za eno leto prehitela izgradnjo kraka do Novega mesta.
Gradnjo odseka Grosuplje-Novo mesto so pričeli 29. septembra 1892 v Novem mestu. 7. aprila 1894 je iz Ljubljane v Novo mesto pripeljal komisijski vlak, čemur je 1. junija istega leta sledila svečana otvoritev proge. Skupaj z 21,4 km dolgim odsekom Ljubljana-Grosuplje je proga dolga 75 km. Ob že omenjenih predorih Šmarje I in II na odseku Ljubljana-Grosuplje ima proga še dva predora: 442,7 m dolg predor Peščenik med postajama Grosuplje in Višnja Gora ter 451,9 m dolg predor Sveta Ana med postajama Trebnje in Mirna Peč, ter 161,8 m dolg viadukt Žalna pred postajo Višnja Gora. Proga je pridobila na pomenu leta 1914 z izgradnjo proge Novo mesto-Metlika-Karlovec, kjer se je navezala na progo Zagreb-Reka. Več objektov na progi je bilo med drugo svetovno vojno porušenih ali močno poškodovanih. Za promet je bila znova usposobljena leta 1945, dokončno pa je bila proga obnovljena šele v 1950. letih.
Že ob izgradnji se proga ni končala v Novem mestu, ampak 8,476 km dalje v Straži, kamor vodi danes le industrijski tir do podjetja Novoles.

### Proga Brezovica—Vrhnika (1899)
Glavni članek Železniška proga Brezovica—Vrhnika

### Proga Velenje—Dravograd (1899)
Zaradi pozitivnih učinkov, ki so se pokazali po izgradnji proge Celje - Velenje, so oživela prizadevanja za izgradnjo proge Velenje - Dravograd. V oktobru 1893 so opravili revizijo načrtov, ki jih je izdelal že Mihael Vošnjak. Gradnjo proge je Ministrstvo za železnice uzakonilo 21. julija 1894, sama gradnja pa se je začela spomladi 1898. Gradnja je potekala po načrtih in je bila zaključena decembra 1899. Dne 18. decembra 1899 je potekal inšpekcijski pregled proge, uradna otvoritev proge pa je bila 20. decembra 1899 brez posebnih slovesnosti.
Proga je bila dolga 36 kilometrov, v prvem delu je potekala ob zgornjem toku reke Pake, za postajo Gornji Dolič pa je zapustila dolino reke Pake in se vzpela do postaje Mislinja, kejr je dosegla svojo najvišjo točko z nadmosrko višino 589 m. V prvem delu je na progi večje število večinoma jeklenih mostov, precej znana sta bila kamniti most čez ustje podzemske jame Huda luknja in viadukt Gornji Dolič. V prvem delu je proga potekala skozi več predorov (Paka I, Paka II, Huda luknja, Gornji Dolič, Mislinja). V drugem delu od Mislinje mimo Slovenj Gradca do Dravograda je bila gradnja lažja, saj je dolina, po kateri poteka, širša.
Po izgradnji proge jo je upravljala družba Južne železnice, ki pa je še naprej dajala prednost svoji progi Dravograd - Maribor - Celje. Zato so progo 1. januarja 1904 prevzele Avstrijske državne železnice (kkStB).
V času gospodarske reforme v poznih šestdesetih letih 20 stoletja so leta 1968 ukinili tudi promet na progi Velenje - Dravograd. Demontirali so 33,78 kilometra tirov, ki se sedaj konča 200 metrov za izvozno kretnico postaje v Velenju. Ostal je odsek od Dravograda do postaje Otiški Vrh kot industrijski tir.

### Proga Kranj—Tržič (1908)
Proga Kranj-Tržič je bila zgrajena leta 1908 v dolžini nekaj nad 17 km. Danes služi kot industrijska proga do Naklega, saj so potniški promet na njej odpravili leta 1966, ker je bila izrazito nerentabilna. Odsek Naklo - Tržič je bil demontiran. Najzanimivejši objekt na progi je most čez Savo v Kranju.

### Proga Novo mesto—Metlika—Karlovec (1914)
Železniška povezava med Novim mestom in Karlovcem, ki danes prečka državno mejo med Slovenijo in Hrvaško, je tudi v času svoje izgradnje povezovala avstrijski in madžarski del Avstro-ogrskega cesarstva. Tudi zato so se okoli njene izgradnje križali različni politični in gospodarski interesi. Po eni strani je vojaško ministrstvo gradnjo podpiralo, saj osrednja Avstrija ni imela neposredne železniške povezave s strateško izpostavljeno Dalmacijo, po drugi strani pa sta gradnji nasprotovala tako Madžarska, ki je promet iz Dalmacije želela usmeriti skozi Hrvaško v osrednjo Madžarsko, kot tudi tržaški gospodarski krogi, ki so se bali odliva tovora z Dolenjske na Reko. Napredek je pomenil sporazum med Avstrijo in Madžarsko, podpisan leta 1907, s katerim je Avstrija pristala na izgradnjo karpatske proge med Košicami in Bohuminom, Madžarska pa se je obvezala k izgradnji povezave prek Hrvaške, od Bubnjarcev do Karlovca in od Ogulina do Knina. Po določilih sporazuma bi morali progo predati prometu do leta 1910, dejansko pa do tedaj niti ni bila določena trasa proge.
Dela na progi so se začela 18. aprila 1912 v Novem mestu. 24. marca 1914 je peljal poskusni vlak do Semiča, otvoritev proge do Metlike pa je bila 26. maja istega leta. Na madžarski strani so odsek od Karlovca do Ozlja predali v promet 22. novembra 1913, odsek od Ozlja do Bubnjarcev pa 29. decembra istega leta. Na odseku Novo mesto-Metlika so štirje predori, Kapitelj (238 m), Ruperč vrh (90 m), Peščenik (409,7 m) in Semič (1975,2 m), ter 225 m dolg viadukt pri Otovcu. Med letoma 1966 in 1969 je bila proga zaradi nerentabilnosti predvidena za ukinitev, do katere pa ni prišlo.

### Proga Dutovlje — Gabrovica — Komen — Kostanjevica na Krasu (1915)
Skupna dolžina proge je bila slabih 22km.

## Proge med obema vojnama

### Proga Trebnje—Sevnica (1908-1938)
Enotirna 31,2 km dolga proga med Trebnjem in Sevnico je bila zgrajena v dveh etapah. Leta 1908 je bil prometu predan odsek od Trebnjega do prek Tržišča do premogovnika Krmelj, trideset let kasneje, leta 1938, pa še povezava po dolini Mirne med Tržiščem in Sevnico.
Zamisli o progi od Trebnjega v Mirnsko dolino, ki bi prometno povezala premogovnik v Krmelju, lahko sledimo od 1892 dalje. Kljub temu, da so traso sedanje proge določili že leta 1898, so načrti obležali v predalu. Odločilni premik je pomenila odločitev deželnega zbora, da je leta 1905 prevzel poroštvo za gradnjo proge. Prvi vagoni premoga iz Krmelja so prispeli v Trebnje 30. junija 1908, 15. novembra istega leta pa je na progi stekel tudi mešani promet. Proga Trebnj—Krmelj je bila dolga 20,870 km, od postaje Krmelj je tekel naprej 300 m dolg industrijski tir premogovnika. Proga večidel sledi terenu in nima večjih gradbenih objektov.
Že kmalu po dograditvi proge do Krmelja so se pojavile zamisli o navezavi na progo Zidani most-Dobova, prvotno prek Šentjanža do Radeč. Šele po prvi svetovni vojni je prevladala različica po dolini Mirne od Tržišča do Sevnice. Osnovni projekt je bil izdelan že leta 1921, kljub temu pa vlada v Beogradu tega odseka ni obravnavala kot prednostnega, in je šele aprila 1935 zagotovila njegovo financiranje. Gradnja se je začela pomladi 1936 v Tržišču, tir v Sevnici pa je bil spojen 1. decembra 1938. Poskusni vlak iz Sevnice v Tržišče in nazaj je peljal dan pozneje, otvoritev proge pa je bila 8. decembra istega leta. Odsek dolžine 12,716 km se začne na 18,536 proge Trebnje—Krmelj. Največja zgradba na progi je most prek Save pri Sevnici.
S prenehanjem izkopa premoga v Krmelju je odsek Tržišče-Krmelj izgubil svoj pomen, in 15. januarja 1966 je bil ustavljen javni promet, tir pa je bil prekategoriziran v industrijski tir.

### Proga Vižmarje—Črnuče—Laze (1942)
Glavni čalnek Železniška proga Vižmarje - Črnuče - Laze

## Obdobje po drugi svetovni vojni

### Proga Kreplje—Sežana (1948)
Meja med Federativno ljudsko republiko Jugoslavijo in Svobodnim tržaškim ozemljem, določena z mirovno pogodbo, je odrezala bohinjsko železnico od južne, saj sta se ti združili šele onstran meje na Opčinah. Najbližja povezave Postojne z Gorico je tako potekala prek Jesenic. Prioritetna naloga po prevzemu primorskih prog je bila tako vzpostavitev povezave med Sežano na progi Ljubljana-Trst in Dutovljami na progi Gorica-Opčine.
V Sežani so 13. novembra 1947 ustanovili posebno gradbeno enoto z okoli 800 delavci za gradnjo 9 km dolge proge, od katerih bi zadnja dva kilometra pred Dutovljami (od postajališča Kreplje) potekala po starem tiru. Dela so se začela v maju 1948. Gledano v smeri od Trsta proti Ljubljani se proga v Sežani odcepi desno od glavne proge, nato pa zavije v levo in v 360 m dolgem predoru križa traso proge Ljubljana-Trst in se v stalnem 14 ‰ padcu spušča proti Krepljam. Predor v Sežani je bil prebit v 97 dneh, 23. avgusta, proga pa je bila odprta za promet 21. decembra 1948.

### Sotelska proga (1956—1960)
Zamisel o železniški progi, ki bi po dolini Sotle povezala Brežice z Rogatcem, segajo že v čas pred prvo svetovno vojno. Junija 1912 je bila imenovana komisija za določitev trase, njeno delo pa je prekinila vojna. Ponovno je progo leta 1936 uvrstilo v program jugoslovansko železniško ministrstvo, vendar pa zaradi izbruha druge svetovne vojne ni prišlo do njegove izvedbe. V tretje je bila proga uvrščena v program razvoja železniškega omrežja po vojni, pri čemer se je načrtovalo izgradnjo odseka od Savskega Marofa do Kumrovca v letu 1956. Po izgradnji tega odseka je postalo aktualno vprašanje podaljšanja proge in njene priključitve na progo Maribor-Zidani most. Ambiciozni načrti so vključevali izgradnjo dvokilometrskega predora pod Bočem in priključitev v Poljčanah ali celo v Pragerskem. Na koncu je obveljala cenejša različica, zgrajena leta 1960, ki se je v Stranjah priključila na progo Grobelno—Rogatec—Krapina.
Potrebo po progi po sotelski dolini so v času gradnje ekonomsko argumentirali s skrajšanjem poti med Zagrebom in Mariborom in gospodarskim razvojem sotelske doline, obenem pa je bila proga Grobelno-Krapina z do 26 ‰ vzpona prestrma. Prav slednji vzpon pri Šmarju pri Jelšah so z rekonstrukcijo proge omilili na 17 ‰. Proga, ki poteka vsega 30 km od vzporedne proge Zagreb-Krapina, ni nikoli upravičila ekonomskih pričakovanj, in je ostala bolj kot ne politični projekt, ki je železniško povezal rojstni kraj predsednika Socialistična federativna republika Jugoslavija, Josipa Broza Tita. Ker trasa proge več kot petnajstkrat seka mejo med Slovenijo in Hrvaško, je leta 1991 dodatno težavo prinesel razpad Jugoslavije. Slovenske železnice izvajajo redni promet med Celjem in železniškim mejnim prehodom Imeno, do koder poteka trasa izključno po ozemlju Slovenije, rednega mednarodnega prometa na progi pa ni.

### Proga Prešnica—Koper (1967)
Enotirna proga na odseku med Prešnico in Koprom je bila zgrajena med letoma 1965 in 1967, sprva izključno kot tovorna proga za potrebe Luke Koper. Slavnostna otvoritev je bila 2. decembra 1967. 27. decembra 1975 je bila končana elektrifikacija proge med Divačo in Koprom. Prvotni povezavi do luke je leta 1979 sledila še izgradnja potniške postaje Koper. Leta 1987 je bil v Divači zgrajen divaški lok, s čimer je omogočena pot tovornih vlakov po tako imenovanem »soškem koridorju« med Koprom in Jesenicami brez obveznega ustavljanja v Divači.

### Proga Puconci—Hodoš (2001)
Zamisli o ponovni oživitvi neposredne železniške povezave med Slovenijo in Madžarsko, potem ko je bila proga med Puconci in mejnim prehodom Hodoš leta 1968 ukinjena, segajo že v 1980. leta, bolj aktualna pa so postala po osamosvojitvi Slovenije leta 1991. Izjava o nameri za gradnjo proge med državama je bila podpisana leta 1993, leta 1995 pa ji je sledil dogovor o gradnji proge. Med več mogočimi različicami je bila izbrana trasa Murska Sobota-Hodoš-Bajánsenye-Zalalövő, ki v delu sledi trasi stare proge, je pa posodobljena tako, da dopušča hitrosti do 160 km/h, medtem ko je imela stara proga ostrejše zavoje, zato je bila hitrost vlakov omejena na 60—80 km/h. Progo sta 16. maja 2001 na skupnem železniškem mejnem prehodu v Hodošu svečano predala prometu predsednika slovenske in madžarske vlade, Janez Drnovšek in Viktor Orban.
Skupna dolžina novozgrajene proge je 43,5 km, od tega 24,5 km na slovenski strani. Največji objekt na slovenski strani je dvotirni predor Stanjevci (320 m).
Glavni članek: Železniška proga Puconci - Hodoš - državna meja

## Ozkotirne proge

### Porečanka (1902—1935)
Glavni članek: Porečanka.

### Proga Poljčane—Slovenske Konjice—Zreče (1892—1962)
Glavni članek: Železniška proga Poljčane—Slovenske Konjice—Zreče.

### Proga Čedad—Kobarid (1915—1932)
Glavni članek: Železniška proga Čedad—Kobarid.

### Pionirska proga Ljubljana (1948—1954)
Glavni članek: Pionirska proga.